# Рубікон (фільм, 2022)
«Рубікон» (англ. Rubikon) — науково-фантастичний фільм австрійської режисерки Магдалени Лаурич. В Австрії фільм представлений 15 вересня 2022 року.

## Сюжет
Події фільму розгортаються у недалекому майбутньому, у 2056 році. Навколишнє середовище Землі стає дедалі забрудненим тому заможні люди оселяються і мешкають у повітряних куполах, куди подається очищене повітря.
Екіпаж космічної станції «Рубікон»  працює над створенням та дослідженням самодостатньої  системи, в якій взаємодіють зелені водорості, вуглекислий газ та продукти життєдіяльності людини, зрештою виробляючи кисень.
Для заміни частини екіпажу на «Рубікон» прибувають Ханна Вагнер, солдат, яка приймає керування місією, та Гевін Ебботт, хімік, завданням котрого є спостереження та аналіз змін земної атмосфери. Разом із Дмитром Криловим, вченим та автором проєкту системи, вони повинні продовжити дослідження у космосі.
Четверо інших космонавтів, серед яких Данило, син Крилова, які перебували на станції, повинні повернутись на Землю зі зразками материнських рослин для продовження досліджень з видобутку кисню. При цьому Данило вважає, що їх результати повинні належати всьому суспільству, а не тільки купці багатіїв. Але вони гинуть через несправність космічного модуля.
Майже в цей час Землю накриває хмара невідомого походження та зникає зв'язок.
Поки Ханна намагається його відновити, у тому числі й за допомогою старої радіостанції орбітальної станції «Мир», Гевін починає аналіз хмари. Отримавши цю інформацію, він вдається до спроби суїциду, але Ханна та Дмитро його рятують. При цьому Крилов повідомляє, що існуюча система дієздатна, якщо на станції знаходяться мінімум три людини.
Гевін пояснює, що був збентежений, оскільки за результатами аналізу хмара є високотоксичною та не залишала людям жодного шансу на виживання.
Але через деякий час на зв'язок виходить група людей, яких встигли евакуювати військові.
Постає питання про термінове доставляння на Землю зразків рослин для рятування евакуйованих, тому що вони перебувають у бункері з обмеженими ресурсами.
Проте у членів екіпажу виникає суперечка щодо доцільності залишення станції. Кожен з них має особисту думку та аргументи хто на користь, хто категорично проти такої дії.
Після двох невдалих спроб покинути «Рубікон», саботованих відповідно Криловим та Вагнер, Гевін вдається до суїциду, сподіваючись у такий спосіб підштовхнути їх до повернення на Землю. Крім того, стає відомим, що початкову інформацію про умови дієздатності системи Крилов повідомив, маючи на меті утримати Гевіна від нових спроб самогубства.
Тож, після загибелі Гевіна Ханна, яка виявляється вагітною від нього, та Дмитро залишаються на «Рубіконі».
Через декілька років донька Ханни, граючись, одягає навушники радіостанції та чує дитячий голос, який розповідає їй про відроджену Землю.

## Сприйняття
Фільм отримав переважно схвальні відгуки. За публікацією кіножурналу Cinema Austriaco, «Рубікон» — це значний дебют Магдалени Лаурич та є важливим для австрійської кіносцени.
Видання The Guardian відмічає «чудові візуальні ефекти», «блискучу операторську роботу» та гру у виконанні українського актора Іваніра.

## Відзнаки та нагороди
- Спеціальний приз журі, Viennale, 2022[6];
- Австрійська кінопремія у номінації «Найкращий дизайн» та «Найкращий звук», 2023[7];
- Премія VAM за видатні виробничі послуги (на фестивалі австрійського кіно Diagonale) 2023[8].